# Cantinflas
Cantinflas, właśc. Mario Moreno Reyes (ur. 12 sierpnia 1911 w mieście Meksyk, zm. 20 kwietnia 1993 tamże) – meksykański aktor komediowy.
Wystąpił w 2 amerykańskich filmach. W 1956 u boku Davida Nivena i plejady wielu innych gwiazd kina zagrał w filmie W 80 dni dookoła świata w reżyserii Michaela Andersona. Za rolę Passepartouta otrzymał w 1957 Złoty Glob w kategorii Najlepszy aktor w filmie komediowym lub musicalu. Nominację do Złotego Globu w tej samej kategorii otrzymał w 1961 za role w swoim drugim amerykańskim filmie pt. Pepe (1960; reż. George Sidney).